# Flabellum folkesoni
Flabellum folkesoni är en korallart som beskrevs av Stephen D. Cairns 1998. Flabellum folkesoni ingår i släktet Flabellum och familjen Flabellidae.
Artens utbredningsområde är Indiska oceanen. Inga underarter finns listade i Catalogue of Life.